# Kolęda Nocka
Kolęda Nocka – oratorium i spektakl, ale także album muzyczny zawierający utwory z musicalu (śpiewogry) Kolęda Nocka. Autorem muzyki do tego spektaklu był Wojciech Trzciński, autorem libretta – Ernest Bryll. Premiera spektaklu, który powstawał po sierpniowych strajkach 1980 na Wybrzeżu, odbyła się 18 grudnia 1980 w Teatrze Muzycznym w Gdyni. Przedstawienie reżyserował Krzysztof Bukowski.
Winylowy LP ukazał się w 1982 nakładem wytwórni Wifon, płytę z numeracją SLP 4017 wytłoczyły zakłady Pronit. W 1994 Polskie Nagrania wydały reedycję na CD (CDP 000616), która zawierała jeszcze jedno dodatkowe nagranie.
LP posiada status złotej płyty.
„Kolęda-Nocka 30 lat później", z librettem Ernesta Brylla i muzyką Wojciecha Trzcińskiego,została wystawiona 13 grudnia 2011 roku - w ramach obchodów 30. rocznicy wprowadzenia stanu wojennego, organizowanych przez Narodowe Centrum Kultury.

## Muzycy
- Krystyna Prońko – śpiew (A5, B1, B2, B4)
- Teresa Haremza – śpiew (A2, A3, B4)
- chór Teatru Muzycznego w Gdyni pod dyrekcją Henryka Czyżewskiego (A1, B3)
- chór Uniwersytetu Gdańskiego pod dyrekcją Henryka Czyżewskiego (A1, B3)
- chór i orkiestra pod dyrekcją Wojciecha Trzcińskiego (A4, B5)
- aktorzy Teatru Muzycznego w Gdyni

## Lista utworów (LP)
Strona A
| 1. | "Kolęda o gwieździe" (chór Teatru Muzycznego w Gdyni i UG p/dyr. Henryka Czyżewskiego) | 3:10  |
|    |                                                                                        |       |
| 2. | "Kolęda Maryi" (śpiew: Teresa Haremza)                                                 | 4:05  |
|    |                                                                                        |       |
| 3. | "Kołysanka matki brzemiennej" (śpiew: Teresa Haremza)                                  | 4:25  |
|    |                                                                                        |       |
| 4. | "Kołysanka osiedlowa" (chór i orkiestra p/dyr. Wojciecha Trzcińskiego)                 | 4:00  |
|    |                                                                                        |       |
| 5. | "Kolęda o świcie" (śpiew: Krystyna Prońko)                                             | 3:30  |
|    |                                                                                        |       |
|    |                                                                                        | 19:10 |
|    |                                                                                        |       |
Strona B
| 1. | "Psalm stojących w kolejce" (śpiew: Krystyna Prońko)                                    | 3:10  |
|    |                                                                                         |       |
| 2. | "Psalm jadących do pracy" (śpiew: Krystyna Prońko)                                      | 3:15  |
|    |                                                                                         |       |
| 3. | "Piosenka kolędników" (chór Teatru Muzycznego w Gdyni i UG p/dyr. Henryka Czyżewskiego) | 3:15  |
|    |                                                                                         |       |
| 4. | "Psalm o gwieździe" (śpiew: Krystyna Prońko, Teresa Haremza)                            | 4:05  |
|    |                                                                                         |       |
| 5. | "Sztandary" (chór i orkiestra p/dyr. Wojciecha Trzcińskiego)                            | 5:35  |
|    |                                                                                         |       |
|    |                                                                                         | 19:20 |
|    |                                                                                         |       |

## Lista utworów (CD)
Strona A
| 1.  | "Psalm o gwieździe" (Krystyna Prońko, Teresa Haremza)                                                        |  |
|     | |  |
| 2.  | "Kolęda Maryi" (Teresa Haremza)                                                                              |  |
|     | |  |
| 3.  | "Kołysanka osiedlowa" (chór i orkiestra p/dyr. Wojciecha Trzcińskiego)                                       |  |
|     | |  |
| 4.  | "Kolęda o gwieździe" (chór Teatru Muzycznego w Gdyni i UG p/dyr. Henryka Czyżewskiego)                       |  |
|     | |  |
| 5.  | "Psalm jadących do pracy" (Krystyna Prońko)                                                                  |  |
|     | |  |
| 6.  | "Ciemni się cosik nad nami..." (wyk. M.Duniel, M.Marzecki, M.Czarkowski - aktorzy Teatru Muzycznego w Gdyni) |  |
|     | |  |
| 7.  | "Psalm stojących w kolejce" (Krystyna Prońko)                                                                |  |
|     | |  |
| 8.  | "Piosenka kolędników" (chór Teatru Muzycznego w Gdyni i UG p/dyr. Henryka Czyżewskiego)                      |  |
|     | |  |
| 9.  | "Kołysanka brzemiennej" (Teresa Haremza)                                                                     |  |
|     | |  |
| 10. | "Kolęda o świcie" (Krystyna Prońko)                                                                          |  |
|     | |  |
| 11. | "Sztandary" (chór i orkiestra p/dyr. Wojciecha Trzcińskiego)                                                 |  |
|     | |  |

## Informacje uzupełniające
- Aranżacje wokalne i instrumentalne – Wojciech Trzciński
- Przygotowanie chóru – Henryk Czyżewski
- Realizacja nagrań – Wojciech Przybylski, Jarosław Regulski oraz Piotr Madziar („Kolęda o gwieździe”, „Piosenka kolędników”)
- Projekt graficzny okładki – Zbigniew Malicki (według obrazu Zdzisława Beksińskiego „Bez tytułu”)

## Wystawienie Kolędy Nocki po 30 latach od premiery
- W ramach obchodów 30. rocznicy wprowadzenia stanu wojennego w Polsce, 13 grudnia 2011 został wystawiony spektakl "Kolęda-Nocka 30 lat później" w Centrum Produkcji Filmowo - Telewizyjnej ATM Studio, zaś transmitowany "na żywo" w Programie 2 Telewizji Polskiej[1].
- We współpracy z autorami tego oratorium Ernestem Bryllem i Wojciechem Trzcińskim, realizatorami nowej wersji spektaklu zostali: Jarosław Minkowicz - reżyseria i współscenarzysta, Stanisław Trzciński - współscenarzysta, Adam Sztaba - kierownik muzyczny i aranżacje, Grzegorz Policiński - scenograf, Boris Kudlička - konsultant ds. scenografii i Jerzy Janiszewski - autor logo spektaklu[1].
- Wystąpili między innymi: Krystyna Prońko, Borys Szyc, Henryk Talar, Krystyna Tkacz, Wojciech Wysocki, Wojciech Dmochowski, Katarzyna Wilk, Ewelina Flinta, Monika Dryl, Łukasz L.U.C Rostkowski, Jerzy Łapiński, Adam Krylik, Polska Orkiestra Radiowa, Orkiestra Adama Sztaby, Chór Piotra Nazaruka oraz Chór Opery i Filharmonii Podlaskiej. Spektakl objęli honorowym patronatem prezydent Polski Bronisław Komorowski i minister kultury Bogdan Zdrojewski[1].
- Producentem wykonawczym spektaklu była agencja STX JAMBOREE (producenci: Stanisław Trzciński i Paweł Kwiatkowski), zaś organizator wydarzenia: Narodowe Centrum Kultury (Dyrektor Krzysztof Dudek)[3]